# Stazione di Ponte a Moriano
Stazione di Ponte a Moriano vasútállomás Olaszországban, Lucca településen.

## Vasútvonalak
Az állomást az alábbi vasútvonalak érintik:
- Aulla Lunigiana–Lucca-vasútvonal

## Kapcsolódó állomások
A vasútállomáshoz az alábbi állomások vannak a legközelebb:
- Stazione di Piaggione
- Stazione di San Pietro a Vico